# Vlag van Schoten
De vlag van Schoten werd door de gemeenteraad op 25 september 1987 officieel vastgesteld als de gemeentelijke vlag van de Antwerpse gemeente Schoten. Op 9 mei 1989 werd hij door het Bestuur van Vlaanderen bevestigd en uiteindelijk gepubliceerd op 8 november 1989 in het officiële Belgisch Staatsblad.
Officieel wordt de vlag beschreven als:
Rood met drie witte Sint-Andrieskruisjes.
Het ontwerp van de vlag werd op verzoek van het college uitgevoerd door Jos Goolenaerts en Bob Chabot van Scot. De vlag is volledig gebaseerd op het gemeentewapen en ziet er dus helemaal hetzelfde uit. Dit gemeentevlag is identiek aan de vlag van Breda.

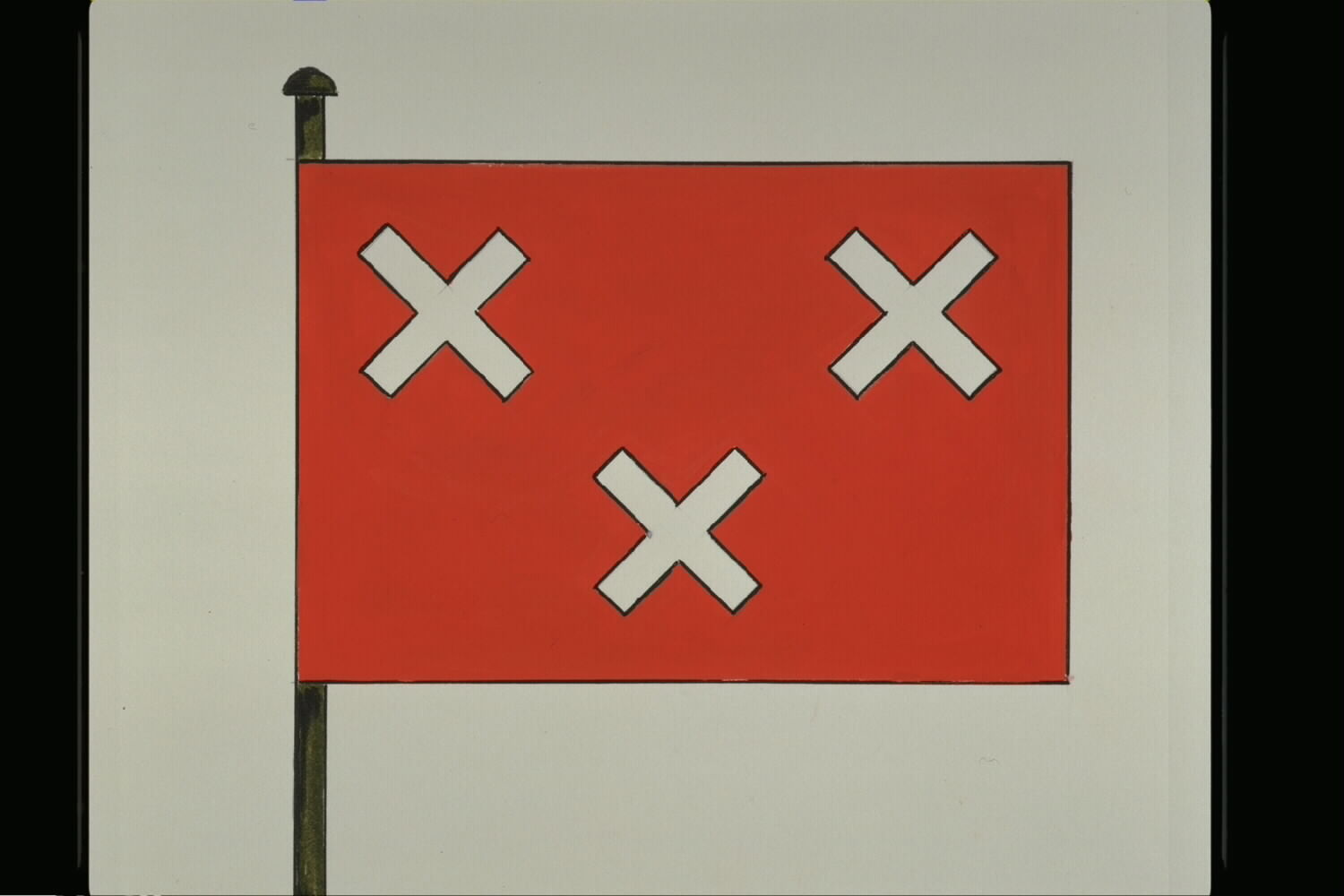
Officiële tekening van de vlag
Vlag van Breda